# Кингу
Кингу — в аккадской мифологии чудовище, созданное — согласно космогонической поэме «Энума элиш» — праматерью Тиамат, первоокеаном солёной воды. Возможно, принадлежал к первому поколению богов.
После убийства молодыми богами праотца Абзу (первоокеана пресной воды), Тиамат сделала Кингу своим мужем-консортом и поставила во главе армии из верных ей богов и одиннадцати чудищ, и вручила ему Таблицы судеб.
Однако армия была разбита, и Мардук рассёк Тиамат на две половины: землю и небо. Поэтому Тиамат ассоциируется с Землёй, а Кингу — с Луной, которая защищала Землю от ударов.
Молодые боги долго праздновали эту победу, а для того, чтобы празднование продолжалось вечно, были созданы люди, которые должны были работать и кормить богов. Несколько попыток создания окончились неудачей, потом выяснилось, что требуется божественная кровь. Находящийся до этого в плену Кингу был убит, из его крови и глины были созданы люди.